# Villers-Saint-Martin
Villers-Saint-Martin és un municipi francès situat al departament del Doubs i a la regió de Borgonya - Franc Comtat. L'any 2007 tenia 205 habitants.

## Demografia

### Població
El 2007 la població de fet de Villers-Saint-Martin era de 205 persones. Hi havia 69 famílies de les quals 16 eren unipersonals (4 homes vivint sols i 12 dones vivint soles), 20 parelles sense fills i 33 parelles amb fills.
La població ha evolucionat segons el següent gràfic:
Habitants censats

### Habitatges
El 2007 hi havia 74 habitatges, 70 eren l'habitatge principal de la família, 3 eren segones residències i 1 estava desocupat. 62 eren cases i 11 eren apartaments. Dels 70 habitatges principals, 60 estaven ocupats pels seus propietaris, 7 estaven llogats i ocupats pels llogaters i 2 estaven cedits a títol gratuït; 2 tenien dues cambres, 1 en tenia tres, 14 en tenien quatre i 52 en tenien cinc o més. 65 habitatges disposaven pel capbaix d'una plaça de pàrquing. A 28 habitatges hi havia un automòbil i a 39 n'hi havia dos o més.

### Piràmide de població
La piràmide de població per edats i sexe el 2009 era:
| Homes | Edats   | Dones |
| ----- | ------- | ----- |
| 0     | 95 o +  | 0     |
| 0     | 90 a 94 | 0     |
| 0     | 85 a 89 | 0     |
| 0     | 80 a 84 | 0     |
| 0     | 75 a 79 | 4     |
| 4     | 70 a 74 | 8     |
| 4     | 65 a 69 | 0     |
| 0     | 60 a 64 | 0     |
| 12    | 55 a 59 | 12    |
| 12    | 50 a 54 | 8     |
| 0     | 45 a 49 | 4     |
| 4     | 40 a 44 | 4     |
| 12    | 35 a 39 | 4     |
| 4     | 30 a 34 | 12    |
| 12    | 25 a 29 | 0     |
| 12    | 20 a 24 | 4     |
| 4     | 15 a 19 | 8     |
| 8     | 10 a 14 | 8     |
| 4     | 5 a 9   | 4     |
| 16    | 0 a 4   | 4     |

## Economia
El 2007 la població en edat de treballar era de 139 persones, 104 eren actives i 35 eren inactives. De les 104 persones actives 103 estaven ocupades (57 homes i 46 dones) i 1 aturada (1 dona i 1 dona). De les 35 persones inactives 15 estaven jubilades, 16 estaven estudiant i 4 estaven classificades com a «altres inactius».

### Ingressos
El 2009 a Villers-Saint-Martin hi havia 70 unitats fiscals que integraven 209 persones, la mediana anual d'ingressos fiscals per persona era de 15.714 €.

### Activitats econòmiques
Dels 5 establiments que hi havia el 2007, 1 era d'una empresa de construcció, 2 d'empreses de comerç i reparació d'automòbils i 2 d'empreses de serveis.
Dels 2 establiments de servei als particulars que hi havia el 2009, 1 era un taller de reparació d'automòbils i de material agrícola i 1 lampisteria.
L'any 2000 a Villers-Saint-Martin hi havia 8 explotacions agrícoles.

## Equipaments sanitaris i escolars
El 2009 hi havia una escola maternal integrada dins d'un grup escolar amb les comunes properes formant una escola dispersa.

## Poblacions més properes
El següent diagrama mostra les poblacions més properes.